# Glas GT
O Glas GT é um cupê esportivo produzido pela Hans Glas GmbH em Dingolfing. O carro foi apresentado pela primeira vez como Glas 1300 GT em setembro de 1963 no Salão do Automóvel de Frankfurt, com produção em volume começando em março de 1964. A versão conversível muito mais rara apareceu em maio de 1965 e um 1700 GT com motor maior em maio de 1965.

## 1300 GT
As entregas do Glas 1300GT começaram em março de 1964. A carroceria foi projetada pela empresa piemontesa Frua de Moncalieri. As carrocerias foram construídas em Moncalieri pelas encarroçadoras Maggiora, depois enviadas para a fábrica da Glas em Dingolfing para montagem final. O motor de 1.290 cc era uma versão mais furada da unidade moderna que impulsionou o modelo 1004 do fabricante desde 1962, com um eixo de comando de válvulas no cabeçote. A potência declarada neste ponto era de 55 kW (75 PS), o que fornecia uma velocidade máxima de 170 km/h.
Em setembro de 1965, a potência máxima foi aumentada para 62,5 kW (85 PS). O carro foi equipado com rodas maiores e a velocidade máxima aumentou para 175 km/h.

## 1700 GT
A partir de setembro de 1965, os carros puderam ser encomendados com o motor de 1.682 cc do recém-lançado sedã Glas 1700 TS, que tinha uma potência máxima de 74 kW (100 PS) e uma velocidade máxima de 185 km/h.
O curso mais longo do motor de 1.682 cc tornou a unidade um pouco mais alta do que o motor menor instalado no 1300 GT, o que exigiu uma crista ao longo do centro do capô/capô. As questões foram simplificadas especificando a mesma crista do capô para todos os modelos GT, independentemente do tamanho do motor, a partir de setembro de 1965. O 1700 GT também foi homologado para venda nos EUA, que era então um mercado lucrativo para carros esportivos europeus.

## BMW 1600 GT

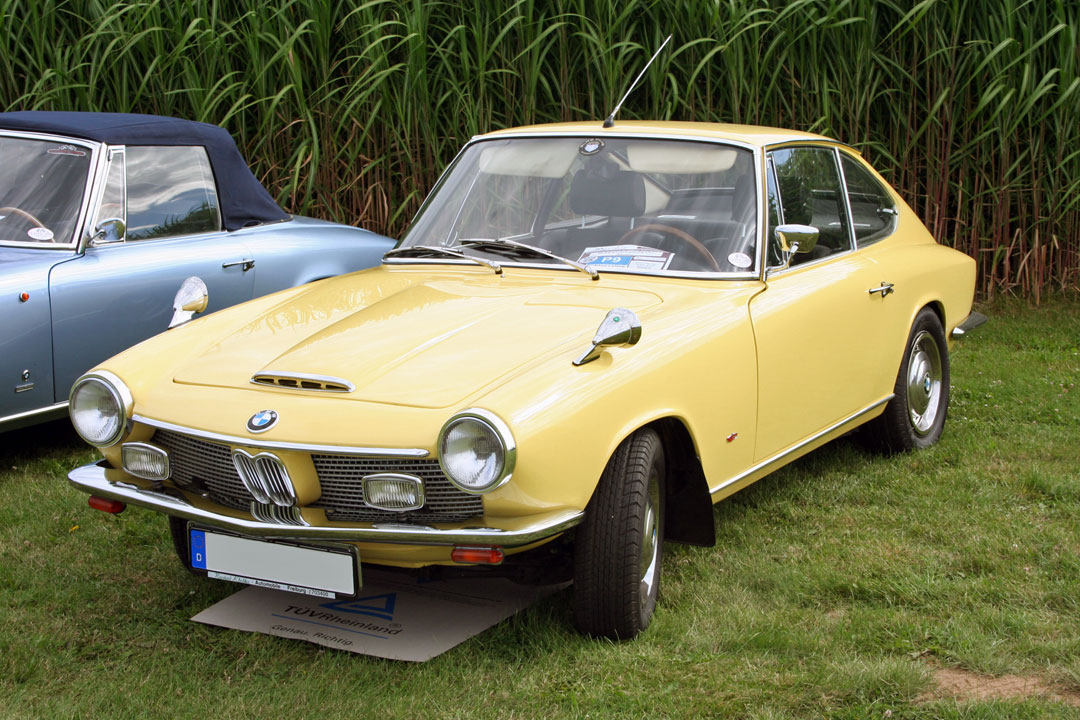
A partir do verão de 1967, durante seu último ano, o Glas GT enfrentou o mundo com um emblema e grade BMW, refletindo sua adoção da suspensão traseira BMW e de um motor BMW

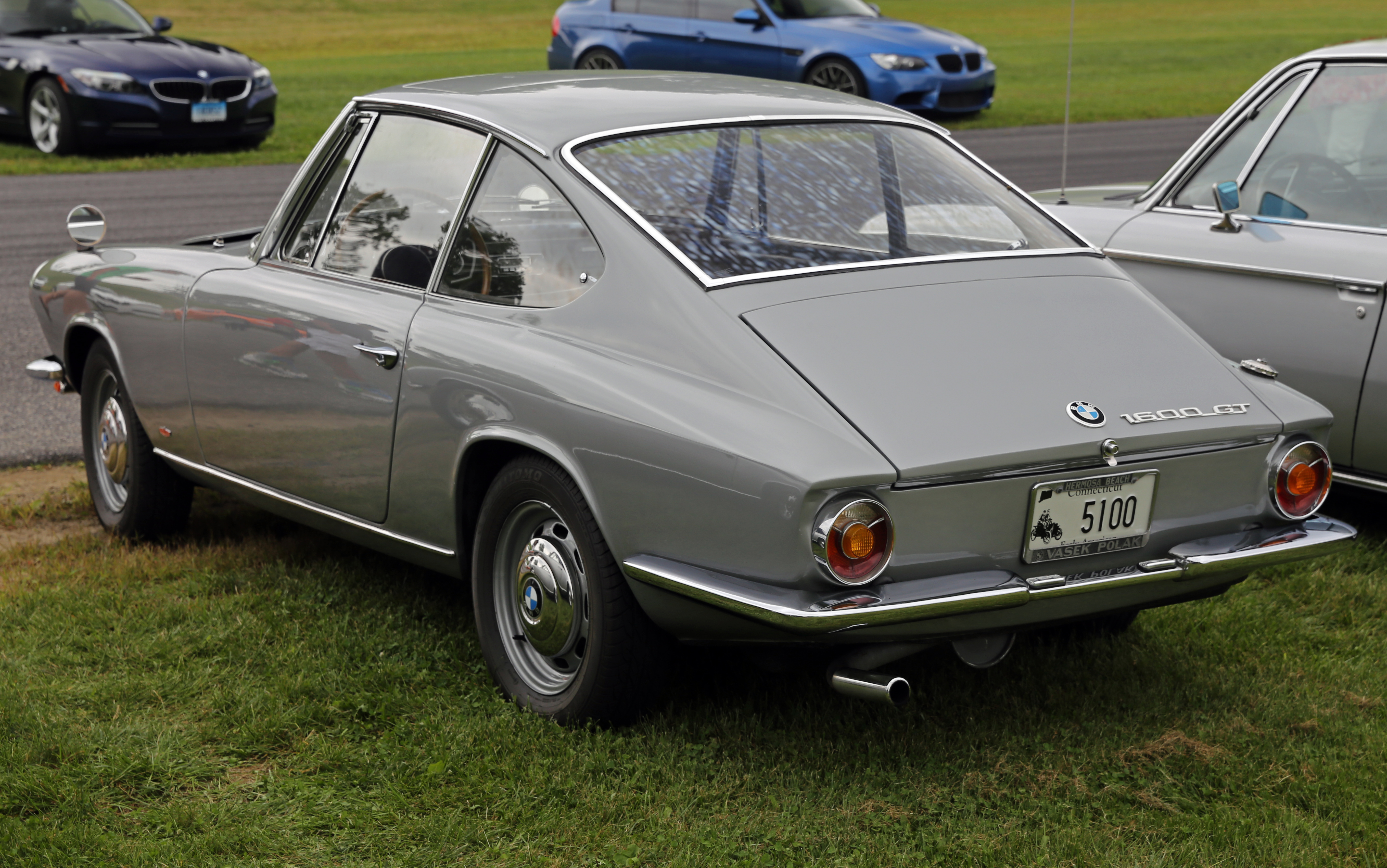
BMW 1600 GT (traseira)

Com a aquisição do negócio Glas pela BMW, o GT foi reformado para acomodar o motor BMW de 1.573 cc já instalado no BMW 1600. Os modelos de "nova classe" da BMW introduzidos em 1962 atraíram comentários da imprensa sobre o fato de que o motor estava inclinado em um ângulo de 30 graus do plano vertical, permitindo uma linha de capô mais baixa, e esse recurso foi mantido quando o motor foi instalado na carroceria do Glas GT para criar o que agora era conhecido como BMW 1600GT. Ao usar o motor BMW, o carro também adquiriu um aumento adicional na potência de saída, agora até 77 kW (105 PS). O manuseio foi melhorado pela aplicação do eixo traseiro de braço semi-reboque relativamente sofisticado da BMW com molas helicoidais no lugar da configuração mais antiga de eixo traseiro rígido e mola de lâmina empregada anteriormente pelo Glas GT. A BMW também aproveitou a oportunidade para instalar "novas" luzes traseiras redondas – aquelas que a partir de 1966 também estavam presentes no BMW 1600-2, e para reconfigurar a grade frontal para incorporar a grade "dois rins" da BMW.

## Produção
Entre 1964 e 1967, a Glas produziu 5.376 GTs, incluindo 363 conversíveis. Entre junho de 1967 e agosto de 1968, mais 1.259 carros com o emblema BMW foram produzidos.